# All You Need Is Love (The KLF-dal)
Az All You Need Is Love a The KLF első száma, mely az 1987 című albumukon is megjelent. Szövege elsősorban az Egyesült Királyság AIDS elleni kampányának sikertelenségére irányult, de nem erről lett híres, hanem arról, hogy emiatt plágiummal vádolták meg őket. Jogosulatlanul tartalmaz ugyanis elemeket a Beatles-től, az MC5-tól, és Samantha Foxtól.
Ezen jogi problémák miatt végül is 1987 májusában kiadtak egy új változatot is, mely már elfogadható mértékben módosítva lett.

## Változatok

### Egyoldalas promo white label
1. All You Need Is Love (Original Mix)

### SP változat
1. All You Need Is Love (Me Ru Con Mix)
2. Ivum Naya

### LP változat
1. All You Need Is Love (106 BPM)
2. Ivum Naya
3. Rap, Rhyme, and Scratch Yourself